# Rosenbach (Wien)
Der Rosenbach ist ein Bach in den Wiener Gemeindebezirken Ottakring und Penzing. Er ist ein linker Zubringer des linken Wienflusssammelkanals und wird teilweise als Bachkanal geführt.

## Verlauf
Der Rosenbach hat eine Gesamtlänge von 3074 m. Davon entfallen auf seinen zunächst oberirdischen Verlauf 2540 m bei einer Höhendifferenz von 166 m. Sein Einzugsgebiet ist 1,6 km² groß.
Der Bach hat seinen Ursprung im Jubiläumswarte-Teich am Gallitzinberg, im Bezirksteil Ottakring des gleichnamigen 16. Gemeindebezirks Ottakring. Er wird von mehreren kleinen Zubringern, darunter der Abfluss des Heschteichs, gespeist. Er verläuft weiter durch das Rosental im Bezirksteil Hütteldorf des 14. Gemeindebezirks Penzing. Dabei passiert er mehrere Kleingartenanlagen. Er fließt durch den Dehnepark, wo er den Dehneparkteich speist.
Ab der Straßenkreuzung von Dehnegasse und Rosentalgasse wird der Rosenbach über eine Länge von 534 m als Bachkanal geführt, bis er in der Keißlergasse unterirdisch in den linken Wienflusssammelkanal mündet. Der Bachkanal weist ein Gefälle von 25 ‰ auf und verläuft rund 4 m unter der Erdoberfläche.
Der Rosenbach führt das ganze Jahr über Wasser. Sein mittlerer Abfluss (MQ) beträgt 0,015 m³/s. Bei einem Jahrhunderthochwasser (HQ100) werden 14 m³/s erreicht. Beim Rosenbach besteht eine sehr hohe Gefahr von Überflutungen. Im Fall eines Jahrhunderthochwassers sind in sehr hohem Ausmaß Infrastruktur und in hohem Ausmaß Wohnbevölkerung betroffen.

## Geschichte
Der Rosenbach mündete im 18. und 19. Jahrhundert in den Mariabrunner Mühlbach. Sein Unterlauf war deshalb bereits Mitte des 18. Jahrhunderts vollständig begradigt. Bei Hochwasser, das der Mühlbach nicht mehr fassen konnte, wurde Wasser aus dem Rosenbach in einen Entlastungsgraben bei der Mühle von Hacking eingeleitet, der in den Wienfluss mündete.
Der spätere Dehnepark wurde von 1791 bis 1804 als englischer Landschaftsgarten angelegt. Dabei wurde der Rosenbach in diesem Bereich verlagert und reguliert. An der Wende des 19. zum 20. Jahrhundert erfolgte die Einwölbung des Unterlaufs des Rosenbachs. Dabei verschwand auch der Mariabrunner Mühlbach in der Kanalisation.

## Ökologie

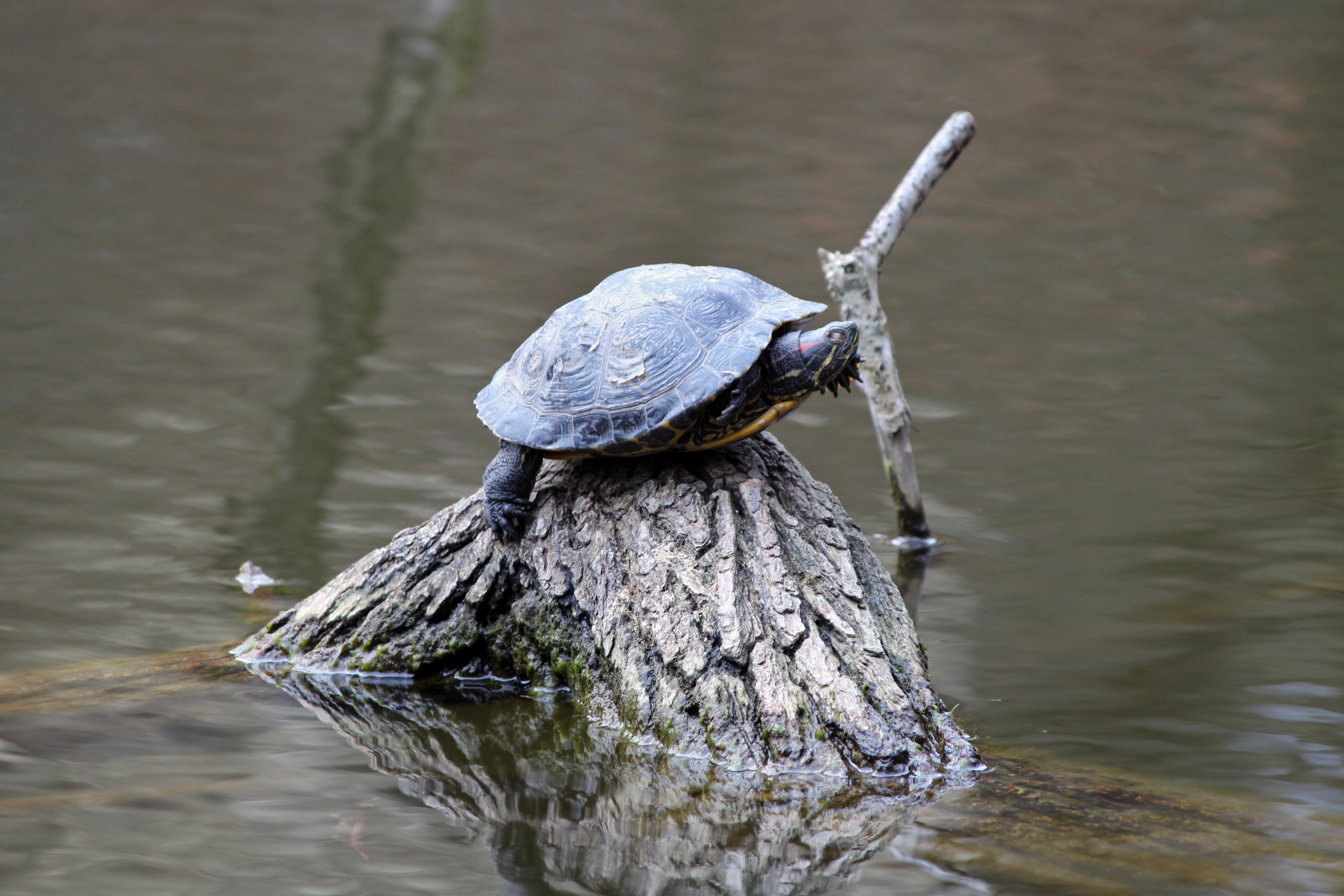
Rotwangen-Schmuckschildkröte im Dehneparkteich

Der Rosenbach ist ein naturnaher Wienerwaldbach. Er ist ein Lebensraum des seltenen Steinkrebses (Austropotamobius torrentium). Im Bach finden sich Eintagsfliegenlarven und Bachflohkrebse, was ein Nachweis für seine gute Wasserqualität ist.
Im Dehneparkteich wurden Hechte, Karpfen, Rotwangen-Schmuckschildkröten und Signalkrebse ausgesetzt. Diese sind jedoch Fressfeinde sämtlicher Amphibien, für die der Teich dadurch unbewohnbar wurde. Außerdem übertragen Signalkrebse die Krebspest auf Steinkrebse.

## Brücken

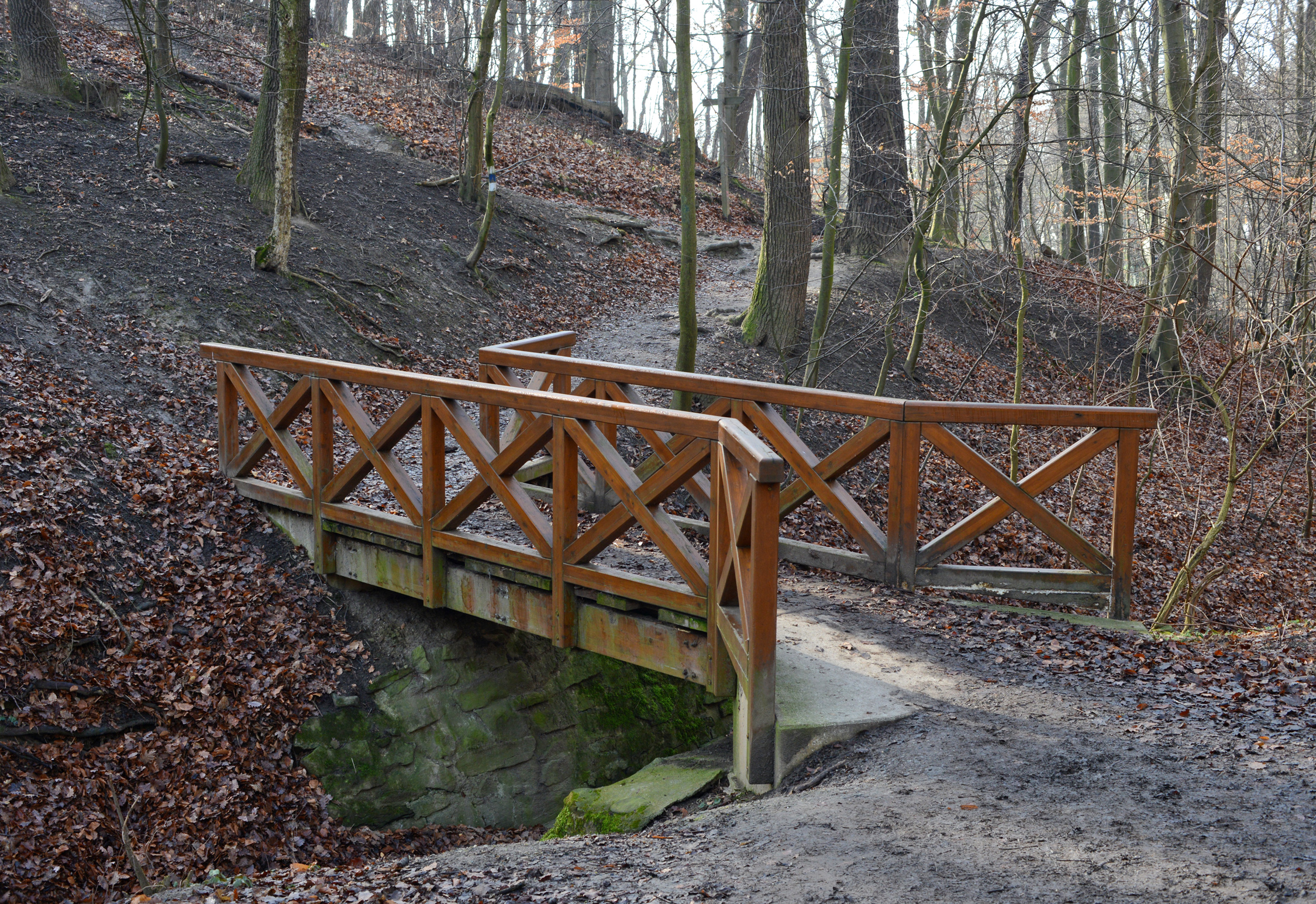
Oberer Dehneparksteg

Der Rosenbach wird von folgenden Brücken gequert, gereiht in Fließrichtung:
- Tempelbrücke: Die 3 m lange und 3 m breite Fußgeherbrücke aus Stein wurde 1970 erbaut.
- Loiblbrunnenbrücke: Die 10 m lange und 4 m breite Stahlbeton-Straßenbrücke der Loiblstraße wurde 1927 erbaut.
- Kleibersteg: Die 18 m lange und 2 m breite Fußgeherbrücke aus Stahl wurde 1966 erbaut.
- Dritter Rosenbachsteg: Die 5 m lange und 2 m breite Stahlbeton-Fußgeherbrücke wurde 1950 erbaut.
- Zweiter Rosenbachsteg: Die 4 m lange und 2 m breite Stahlbeton-Fußgeherbrücke wurde 1934 erbaut.
- Brücke über den Rosenbach: Die 2 m lange und 8 m breite Stahlbeton-Straßenbrücke der Rosentalgasse wurde 1957 erbaut.
- Erster Rosenbachsteg: Die 10 m lange und 3 m breite Fußgeherbrücke aus Stein wurde 1934 erbaut.
- Oberer Dehneparksteg: Die 4 m lange und 1 m breite Fußgeherbrücke aus Stahl wurde 1960 erbaut.
- Unterer Dehneparksteg: Die 4 m lange und 2 m breite Fußgeherbrücke aus Holz wurde 1990 erbaut.[11]